# Jean-Baptiste Bassoul
Jean-Baptiste Bassoul, né à Ajaccio le 15 mars 1875 où il est mort le 2 juin 1934, est un peintre français.

## Biographie
Fils d'un peintre décorateur (Philippe Bassoul), élève de Paul-Mathieu Novellini, pensionnaire de l'École nationale supérieure des arts décoratifs, il revient à Ajaccio en 1901 et y ouvre en 1911 son atelier de décoration sur le cours Grandval.
Membre de la Société nationale des beaux-arts, il expose au Salon des artistes français de 1929 plusieurs paysages dont Monte Gozzi (environs d'Ajaccio) qui est remarqué. 
Ses œuvres sont conservées au Musée Fesch.
Une rue d'Ajaccio porte son nom.